# Ivieolus
Ivieolus (лат.) — род жуков-гибосорид из подсемейства Ceratocanthinae (Hybosoridae). Южная Америка.

## Описание
Мелкие жуки-гибосориды (около 4 мм), блестящие, желто-красные, надкрылья крылья коричневатые. Форма тела гораздо стройнее, чем у других Ceratocanthinae, а ноги довольно длинные и тонкие. Голова относительно небольшая, передний край с двумя зубцами, фасеточные глаза несколько крупнее, чем у большинства родственных групп. Переднеспинка примерно такой же длины, как и ширины, трапециевидная, с глубокой V-образной выемкой в центре спины, так что по форме почти напоминает отрубленный наконечник стрелы. Задняя, нижняя часть переднеспинки гораздо более узкая, чем остальная. Надкрылья удлиненные и очень блестящие, с мелкими пунктирными полосками. Неспособны к сворачиванию в шар, тело вытянутое. Пронотум с отчетливым V-образным базальным углублением («псевдоскутеллум»). Все известные виды собраны на свет или в оконных ловушках, иногда в большом количестве. Биология неизвестна, возможно, термитофилы.

## Систематика
Род был впервые описан в 1988 году. Включён в состав трибы Scarabatermitini из подсемейства Ceratocanthinae (Hybosoridae).
- Ivieolus brooksi Howden & Gill, 2000
- Ivieolus inflaticollis Howden & Gill, 2001[4]
- Ivieolus pseudoscutellatus Howden & Gill, 1988